# Broń przeciwpancerna

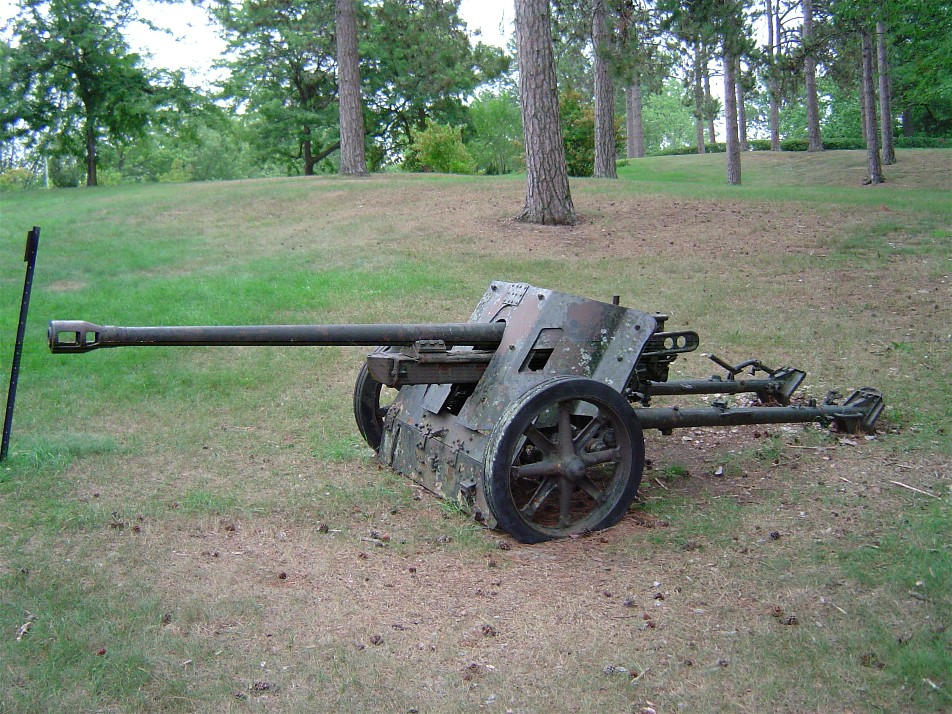
Niemiecka armata przeciwpancerna 5 cm Pak 38

Broń przeciwpancerna – broń przeznaczona do walki z bronią pancerną przeciwnika.
Podział broni przeciwpancernej:
- strzelająca pociskami o działaniu uderzeniowym:
  - armaty przeciwpancerne;
  - karabiny przeciwpancerne;
- strzelająca pociskami o działaniu kumulacyjnym:
  - działa bezodrzutowe;
  - granatniki przeciwpancerne:
  - przeciwpancerne pociski kierowane;
  - granatniki karabinowe;
  - ręczne granaty przeciwpancerne.

Ponadto do broni przeciwpancernej zalicza się miny przeciwpancerne, butelki zapalające i inne środki.